# Benjamin Bloom

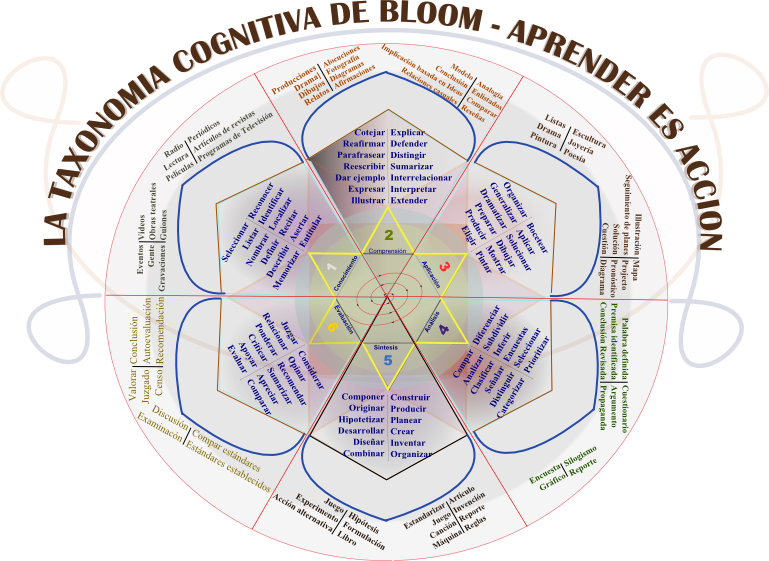
La Rueda de Bloom donde se muestra la Taxonomía cognitiva del pedagogo estadounidense.

Benjamin Bloom (Lansford, Pensilvania, 21 de febrero de 1913 - Chicago, 13 de septiembre de 1999) fue un influyente psicólogo y pedagogo estadounidense que hizo contribuciones significativas a la taxonomía de objetivos de la educación. Otras contribuciones suyas estuvieron relacionadas con el campo del aprendizaje y el desarrollo cognitivo.

## Biografía
Titulado por la Universidad Estatal de Pensilvania (1935), se doctoró en Educación en la Universidad de Chicago en marzo de 1942. De 1940 a 1943, formó parte de la plantilla de la Junta de Exámenes de la Universidad de Chicago, tras lo cual pasó a ser examinador de la universidad, puesto que desempeñó hasta 1959. Su primer nombramiento como profesor en el Departamento de Educación de la Universidad de Chicago tuvo lugar en 1944. Con el tiempo, en 1970, fue distinguido con el nombramiento de Catedrático Charles H. Swift. Fue asesor en materia de educación de los gobiernos de Israel, India y de varias ciudades.

## Taxonomía
La taxonomía de objetivos de la educación de Bloom se basa en la idea de que las operaciones mentales pueden clasificarse en seis niveles de complejidad creciente. El desempeño en cada nivel depende del dominio del alumno en el nivel o los niveles precedentes. Por ejemplo, la capacidad de evaluar —el nivel más alto de la taxonomía cognitiva— se basa en el supuesto de que el estudiante, para ser capaz de evaluar, tiene que disponer de la información necesaria, comprender esa información, ser capaz de aplicarla, de analizarla, de sintetizarla y, finalmente, de evaluarla. La taxonomía de Bloom no es un mero esquema de clasificación, sino un intento de ordenar jerárquicamente los procesos cognitivos.
Bloom orientó un gran número de sus investigaciones al estudio de los objetivos educativos, para proponer la idea de que cualquier tarea favorece en mayor o menor medida uno de los tres dominios o ámbitos psicológicos principales: cognitivo, afectivo, o psicomotor. El dominio cognitivo se ocupa de nuestra capacidad de procesar y de utilizar la información de una manera significativa. El dominio afectivo se refiere a las actitudes y a las sensaciones que influyen o determinan el proceso de aprendizaje. El dominio psicomotor, que mejor debería denominarse simplemente motor, se ocupa de clasificar las capacidades motrices.
Bloom, junto a su grupo de investigación de la Universidad de Chicago, desarrolló una taxonomía jerárquica de capacidades cognitivas que eran consideradas necesarias para el aprendizaje y que resultaban útiles para la medida y evaluación de las capacidades del individuo. Su taxonomía fue diseñada para ayudar a profesores y a diseñadores educacionales a clasificar objetivos y metas educacionales. Su teoría estaba basada en la idea de que no todos los objetivos educativos son igualmente deseables. Por ejemplo, la memorización de hechos, si bien es una cualidad importante, no es comparable con la capacidad de analizar o de evaluar contenidos. 
La taxonomía de Bloom para  el dominio cognitivo es la clasificación de objetivos más usada y conocida en los entornos educativos del mundo occidental. Bloom definía seis categorías, de progresiva complejidad: Conocimiento, Comprensión, Aplicación, Análisis, Síntesis y Evaluación.
Para el dominio afectivo, la taxonomía más útil es la de Krathwohl, con cinco categorías: Recepción (atención), Respuesta, Valoración, Organización y Caracterización.
En lo que respecta al dominio (psico)motor, el ámbito menos desarrollado en las investigaciones de Bloom, podemos encontrar una taxonomía muy correcta en Jewett, que define hasta siete categorías: Percepción, Formación de patrones, Adaptación, Afinación, Variación, Improvisación, y Composición.
Los presupuestos teóricos de Bloom partían de las bases teóricas del conductismo y del cognitivismo.

## Publicaciones
- Bloom, B., et al. Taxonomía de los objetivos de la educación: la clasificación de las metas educacionales : manuales I y II. Traducción de Marcelo Pérez Rivas; prólogo del Profesor Antonio F. Salonía. Buenos Aires: Centro Regional de Ayuda Técnica: Agencia para el Desarrollo Internacional (A.I.D). 1971.

- Bloom, B. La Inocencia en Educación: La educación a través de 25 años de Investigación. Traductor y editor pedagógico de Mario Leyton Soto. Santiago: Ministerio de Educación. Centro de Perfeccionamiento, Experimentación e Investigaciones Pedagógicas (CPEIP). 1973

- Bloom, B. y Husen, Torsten. Selección pedagógica. Traducción de Marta Soto Rodríguez, editor Mario Leyton Soto. Santiago, Chile: Centro de Perfeccionamiento, Experimentación e Investigaciones Pedagógicas (CPEIP). 1973.

- Bloom, B., Hastings, Tomás y Madaus, George F. Manual de evaluación formativa y acumulativa del aprendizaje del alumno. Traducción de Lydia Miguel. Santiago: Centro de Perfeccionamiento, Experimentación e Investigaciones Pedagógicas (CPEIP). 1973.

- Bloom, B., et al. Manual de evaluación formativa del currículo. Traducción de María Palavicino V. Colombia: Continental Gráfica. 1976.

- Bloom, B., et al. Nuevos juicios sobre el aprendizaje: implicancias para la enseñanza y el currículo. Traducción de Delfina Silva Sn. M. 1978.